# Euplectrus flavipes
Euplectrus flavipes är en stekelart som först beskrevs av Etienne Laurent Joseph Hippolyte Boyer de Fonscolombe 1832.  Euplectrus flavipes ingår i släktet Euplectrus och familjen finglanssteklar. Arten är reproducerande i Sverige. Inga underarter finns listade i Catalogue of Life.